# Jill Ireland
Jill Dorothy Ireland (ur. 24 kwietnia 1936 w Londynie, zm. 18 maja 1990 w Malibu) – brytyjska aktorka filmowa występująca w Stanach Zjednoczonych, żona aktora Charlesa Bronsona.

## Życiorys
Urodziła się w Londynie 24 kwietnia 1936. Jej ojciec był importerem wina.
Swoją karierę filmową rozpoczęła w wieku 16 lat, występując w filmie Oh Rosalinda z 1955.
W 1962 przeprowadziła się do Hollywood. Po tym wystąpiła w wielu serialach telewizyjnych, m.in. w Daniel Boone, Star Trek czy Shane. W 1968 wzięła ślub z Charlsem Bronsonem, z którym wystąpili wspólnie w wielu filmach, m.in. we francuskim Pasażerze w deszczu.
W 1984 zdiagnozowano u niej raka piersi. Została odznaczona przez prezydenta Ronalda Reagana nagrodą American Cancer Society za działania na rzecz walki z rakiem.

## Życie prywatne

### Małżeństwa
Pierwszym mężem Ireland był aktor David McCallum, za którego wyszła w 1957. Miała z nim trzech synów: Paula i Vala oraz adoptowanego Jasona (zmarł w 1989 po przedawkowaniu narkotyków). Charlesa Bronsona poznała w lipcu 1963 na premierze filmu Wielka ucieczka (1963). Przedstawił ich sobie McCallum, który z Bronsonem grał w tym filmie. W 1967 rozwiodła się z McCallumem, a Bronson w tym samym roku rozwiódł się ze swoją pierwszą żoną. Ślub Bronsona i Ireland odbył się 5 października 1968. Potem na kilka lat wyjechali do Francji. Podczas pobytu we Francji 4 sierpnia 1971 urodziła się córka Zulejka Jill Bronson stroniąca od mediów i aktualnie mieszkająca w Nowym Jorku, adoptowali także drugą córkę, Katrinę, dziś aktorkę i reżyserkę. Małżeństwo grało razem w kilku filmach, a Bronson oświadczył, że na planie filmowym nie będzie całował obcych kobiet.

### Choroba i śmierć
W 1984 wykryto u Ireland raka piersi, w tym samym roku usunięto także prawą pierś. Aktorka napisała dwie książki o swojej walce z chorobą: Pragnienie życia  i Linia życia, napisaną pod wpływem śmierci adoptowanego syna Jasona McCallum, który popełnił samobójstwo w 1989 w wyniku przedawkowania narkotyków. Aktorce nie udało się pokonać choroby, zmarła nocą 18 maja 1990 w wieku 54 lat po 6 letniej walce z rakiem piersi. Będąc już na łożu śmierci była w głębokiej śpiączce, u jej boku oprócz męża, jej brata i szóstki dzieci była także 81-letnia matka aktorki Dorothy, która przyjechała specjalnie z Londynu, aby pożegnać się ze swoją córką. Brytyjskie gazety rozpisywały się na temat jej śmierci. Bronson po jej śmierci przeżył poważne załamanie nerwowe. 
Data jej śmierci przypadła w ceremonię pogrzebową innej amerykańskiej gwiazdy Sammiego Davisa Jr., który umarł dwa dni przed Jill. 
Jednym z ostatnich ważnych i pełnometrażowych filmów jej męża Charlesa Bronsona była epizodyczna rola w filmie Indiański biegacz z 1991 w reżyserii Seana Penna, w którym Bronson załamany po stracie chorej i nieuleczalnej żony zagrał w nim męża, który popełnił samobójstwo po jej śmierci. Sean Penn specjalnie stworzył tę rolę dla Bronsona i poprosił go zaraz po śmierci jego żony o zagranie w tym filmie. Zdjęcia z jego udziałem powstały w sierpniu 1990.  

## Wybrana filmografia
Filmy fabularne
- Simon and Laura (1955) jako recepcjonistka
- Three Men in a Boat (1956) jako Bluebell Porterhouse
- There's Always a Thursday (1957) jako Jennifer Potter
- Hell Drivers (1957) jako kelnerka Jill
- Robbery Under Arms (1957) jako Jean Morrison
- The Big Money (1958) jako Doreen Firth
- Carry On Nurse (1959) jako Jill Thompson
- The Desperate Man (1959) jako Carol Bourne
- So Evil, So Young (1961) jako Ann
- Twice Round the Daffodils (1962) jako Janet
- The Battleaxe (1962) jako Audrey Page
- The Karate Killers (1967) jako Imogen Smythe
- Villa Rides (1968) jako dziewczyna w restauracji
- Lola (Twinky, 1968) jako dziewczyna na lotnisku – niewymieniona w napisach
- Pasażer w deszczu (Le passager de la pluie, 1970) jako Nicole
- Zimny pot (Cold Sweat, 1970) – jako Moira
- Miasto przemocy (Città violenta, 1970) jako Vanessa Sheldon
- Ktoś za drzwiami (Quelqu'un derrière la porte, 1971) jako Frances Jeffries
- Joe Valachi (The Valachi Papers, 1972) – jako Maria Reina Valachi
- Mechanik (The Mechanic, 1972) jako dziewczyna
- Konie Valdeza (Valdez, il mezzosangue, 1973) jako Catherine
- Brawurowe porwanie (Breakout, 1975) jako Ann Wagner
- Ciężkie czasy (Hard Times, 1975) jako Lucy Simpson
- Przełęcz Złamanych Serc (Breakheart Pass, 1975) jako Marica
- Od południa do trzeciej (From Noon till Three, 1976) jako Amanda
- Miłość i kule (Love and Bullets, 1979) jako Jackie Pruit
- Życzenie śmierci 2 (Death Wish II, 1982) jako Geri Nichols
- Zamach (Assassination, 1987) jako Lara Royce Craig
- Caught (1987) jako Janet Devon
- The Girl, the Gold Watch & Everything (1980) jako Charla O’Rourke – film TV

Seriale telewizyjne
- My Favorite Martian (1965) jako Zelda – jeden odc.
- Shane (1966) jako Marian Starrett
- Star Trek (1967) jako Leila Kalomi – jeden odc.
- Mannix (1968) jako Ellen Kovak – jeden odc.
- Daniel Boone (1969) jako Angela – jeden odc.